# Institut international de musique électroacoustique de Bourges

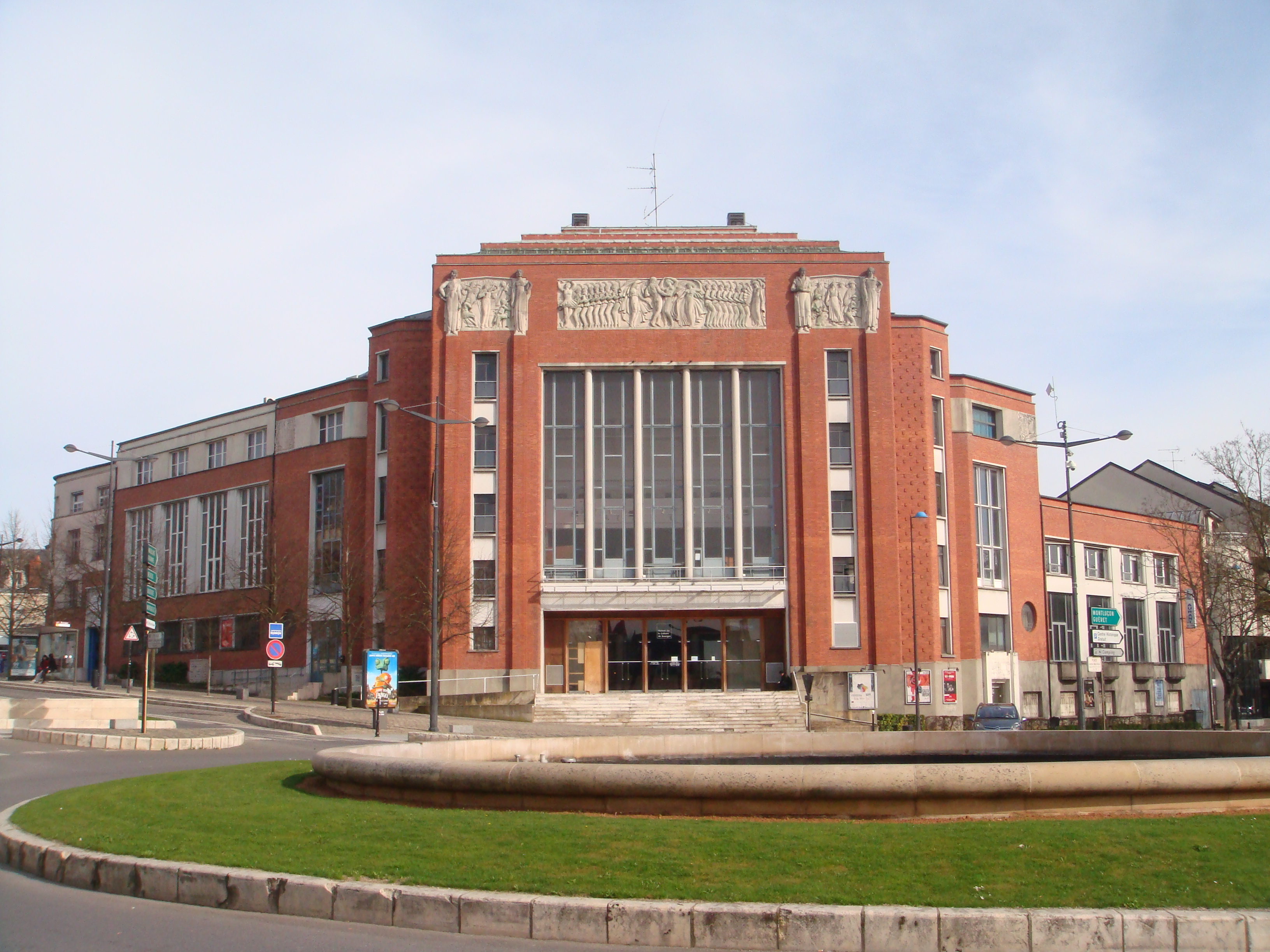
Gründungsort: Maison de la Culture

Das Institut international de musique électroacoustique de Bourges (IMEB) war ein Institut für Elektroakustische Musik in der französischen Stadt Bourges. Es wurde 1970 unter dem Namen Groupe de musique expérimentale de Bourges (GMEB) gegründet.

## Geschichte
Die GMEB wurde im September 1970 von den französischen Komponisten Christian Clozier und Françoise Barrière im Kulturpalast von Bourges gegründet. Im Jahr 1974 machte sich die Bewegung organisatorisch unabhängig und wurden fortan von der Direction régionale des Affaires culturelles getragen. In der Folge entwickelte sich die Einrichtung zu einer der weltweit angesehensten Studios für Elektroakustische Musik. Christian Clozier entwickelte musikpädagogische Ansätze in Bourges und baute das elektronische Instrument Gmebogosse (1973–1998), das heute unter dem Namen Cybersongosse bekannt ist. Clozier und Barrière richten ein Musikfestival und einen Wettbewerb für Elektroakustische Musik aus.
1995 wurde die Groupe de musique expérimentale de Bourges in Institut international de musique électroacoustique de Bourges (IMEB) umbenannt. 1997 erhielt die Einrichtung das Qualitätssiegel Centre national de création musicale. Im Juni 2011 ordnete das französische Kulturministerium die Schließung an.
In Bourges waren u. a. Larry Austin, Pierre Boeswillwald, Gerald Bennett, Roger Cochini, Yves Daoust, Gérard Fouquet, Georg Katzer, Dieter Kaufmann, Włodzimierz Kotoński, Ricardo Mandolini, Robert Normandeau, Michael Obst, Pierre Rochefort, Eugeniusz Rudnik, Alain Savouret, Horacio Vaggione, Gabriel Valverde und Lothar Voigtländer tätig.